# Mark Mothersbaugh
Mark Allen Mothersbaugh (Akron, 18 mei 1950) is een Amerikaans muzikant, componist, zanger en schilder.

## Carrière
In 1973 richtte hij samen met Gerald Casale en Bob Lewis de newwaveband Devo op. Mothersbaugh heeft veel muziek gecomponeerd voor soundtracks van films, onder andere voor vier films van Wes Anderson (Bottle Rocket, Rushmore, The Royal Tenenbaums en The Life Aquatic with Steve Zissou). Ook voor enkele computerspellen zoals De Sims 2 en Crash Bandicoot verleende hij zijn medewerking.

## Privé
Mothersbaugh is een actief lid van de Church of the SubGenius, een genootschap dat religie, samenzweringstheorieën, ufo's en de populaire cultuur van Amerika parodieert. Voor deze 'kerk' maakte hij ook schilderingen.

## Filmografie
- 1987: Revenge of the Nerds II: Nerds in Paradise
- 1988: Slaughterhouse Rock
- 1994: It's Pat
- 1994: The New Age
- 1995: The Last Supper
- 1995: Flesh Suitcase
- 1996: Happy Gilmore
- 1996: Bottle Rocket
- 1996: The Big Squeeze
- 1997: Best Men
- 1997: Breaking Up
- 1997: Men
- 1997: Bongwater
- 1998: Dead Man on Campus
- 1998: Rushmore
- 1998: Ratjetoe, de rugratsfilm
- 1999: 200 Cigarettes
- 1999: Drop Dead Gorgeous
- 1999: All the Rage
- 2000: The Adventures of Rocky & Bullwinkle
- 2000: Ratjetoe in Parijs
- 2001: Camouflage
- 2001: Sugar and Spice
- 2001: The Royal Tenenbaums
- 2001: Glass, Necktie
- 2002: Sorority Boys
- 2002: Welcome to Collinwood
- 2002: Cheats
- 2003: A Guy Thing
- 2003: Thirteen
- 2003: Rugrats Go Wild
- 2003: Good Boy!
- 2004: Confessions of a Teenage Drama Queen
- 2004: Envy
- 2004: The Life Aquatic with Steve Zissou
- 2005: Lords of Dogtown
- 2005: Herbie: Fully Loaded
- 2005: The Big White
- 2005: The Ringer
- 2006: How to Eat Fried Worms
- 2006: The Dog Problem
- 2007: Nothing But the Truth
- 2007: Mama's Boy
- 2008: Quid Pro Quo
- 2008: Nick and Norah's Infinite Playlist
- 2009: Fanboys
- 2009: Het regent gehaktballen
- 2009: Falling Up
- 2009: Circle of Eight
- 2010: Ramona and Beezus
- 2011: Salvando al Soldado Perez
- 2011: Happiness Is a Warm Blanket, Charlie Brown
- 2011: Alvin and the Chipmunks: Chipwrecked
- 2012: 21 Jump Street
- 2012: Safe
- 2012: What to Expect When You're Expecting
- 2012: Hotel Transylvania
- 2013: Het regent gehaktballen 2
- 2013: Last Vegas
- 2014: The Lego Movie
- 2014: 22 Jump Street
- 2015: Pitch Perfect 2
- 2015: Vacation
- 2015: Hotel Transylvania 2
- 2015: Forever
- 2015: Alvin and the Chipmunks: The Road Chip
- 2016: Pee-Wee's Big Holiday
- 2017: Beatriz at Dinner
- 2017: Brad's Status
- 2017: The Lego Ninjago Movie
- 2017: Me gusta, pero me asusta
- 2017: Thor: Ragnarok
- 2020: The Willoughbys
- 2020: The Croods: A New Age
- 2021: The Mitchells vs. the Machines
- 2021: America: The Motion Picture
- 2022: Hotel Transylvania: Transformania
- 2023: Cocaine Bear

## Overige producties

### Computerspellen
- 1996: Crash Bandicoot
- 1997: Crash Bandicoot 2: Cortex Strikes Back
- 1998: Crash Bandicoot: Warped
- 1999: Crash Team Racing
- 1999: Interstate '82
- 2001: Jak and Daxter: The Precursor Legacy
- 2003: Jak II
- 2004: De Sims 2
- 2004: Jak 3
- 2006: De Sims 2: Gaan het Maken
- 2006: De Sims 2: Huisdieren
- 2007: MySims
- 2008: Boom Blox
- 2010: Skate 3
- 2021: Ratchet & Clank: Rift Apart (met Wataru Hokoyama)

### Televisieseries
- 1986: Pee-wee's Playhouse (1986-1990)
- 1991: Ratjetoe (1991-2003)
- 1995: Sliders
- 1997: Fired Up
- 1997: Working (1997-1998)
- 1999: Rocket Power (1999-2004)
- 2003: All Grown Up! (2003-2007)
- 2004: LAX (2004-2005)
- 2006: Big Love
- 2009: Cars Toons
- 2010: Glory Daze (2010-2011)
- 2010: Blue Mountain State
- 2010: Regular Show (2010-2017)
- 2011: Enlightened (2011-2013)
- 2012: House of Lies (2012-2015)
- 2013: The Carrie Diaries (2013-2014)
- 2015: The Last Man on Earth (2015-2018)
- 2016: People of Earth (2016-2017)
- 2018: Disenchantment (2018-heden)
- 2018: Summer Camp Island (2018-2021)
- 2019: What We Do in the Shadows (2019-2022)
- 2020: Tiger King: Murder, Mayhem and Madness (2020-2021)
- 2020: Close Enough (2020-2022)
- 2022: Our Flag Means Death
- 2023: Hello Tomorrow!

### Televisiefilms
- 1997: Quicksilver Highway
- 1998: Halloweentown
- 2001: Halloweentown II: Kalabar's Revenge
- 2016: The Interestings

### Korte films
- 1992: Frosty Returns
- 1993: Down on the Waterfront
- 1998: The Wacky Adventures of Ronald McDonald: Scared Silly
- 1998: Flying with the Angels
- 1999: The Wacky Adventures of Ronald McDonald: The Legend of Grimace Island
- 1999: The Wacky Adventures of Ronald McDonald: The Visitors from Outer Space
- 2001: The Wacky Adventures of Ronald McDonald: Birthday World
- 2002: The Groovenians
- 2004: You Animal
- 2004: Popeye's Voyage: The Quest for Pappy
- 2011: Hawaiian Vacation
- 2012: Goodnight, Mr. Foot
- 2013: Earl Scouts
- 2015: Cosmic Scrat-tastrophe
- 2016: Ice Age: The Great Egg-Scapade
- 2017: Puppy
- 2017: The David S. Pumpkins Halloween Special

## Prijzen en nominaties

### Emmy Awards
| Jaar | Titel                           | Categorie                                                                            | Uitslag     |
| ---- | ------------------------------- | ------------------------------------------------------------------------------------ | ----------- |
| 1991 | Pee-wee's Playhouse             | Beste regie en compositie                                                            | Genomineerd |
| 1992 | Adventures in Wonderland        | Beste regie en compositie                                                            | Genomineerd |
| 1997 | Quicksilver Highway             | Beste compositie voor een miniserie, film of special (dramatische achtergrondmuziek) | Genomineerd |
| 2002 | Clifford the Big Red Dog        | Beste regie en compositie                                                            | Genomineerd |
| 2007 | Shaggy & Scooby-Doo Get a Clue! | Beste regie en compositie                                                            | Genomineerd |

### Grammy Awards
| Jaar | Titel          | Categorie        | Uitslag     |
| ---- | -------------- | ---------------- | ----------- |
| 1985 | We're All Devo | Best Video Album | Genomineerd |

- Biblioteca Nacional de España: XX1299118
- Bibliothèque nationale de France: cb140463584 (data)
- Find NZ Artists: 10773
- Gemeinsame Normdatei: 13469757X
- International Standard Name Identifier: 0000 0001 1450 6617
- Library of Congress Control Number: no97039498
- Nationale Bibliotheek van Letland: 000351315
- MusicBrainz: 6ff5f720-9fcd-434c-8a62-dc9dd123bde7
- Nationale Bibliotheek van Tsjechië: xx0051758
- Nationale Bibliotheek van Israël: 987007428867605171
- Nederlandse Thesaurus van Auteursnamen: 073108464
- SNAC: w68055kw
- Système universitaire de documentation: 060243171
- Virtual International Authority File: 85632415
- WorldCat: E39PBJgd3WdDTjqYJVfhrBFqcP